# Gittana (Perledo)
Gittana (Gittana in dialetto lecchese locale) è una frazione del comune di Perledo che conta qualche decina di abitanti.
Il territorio della frazione è attraversato dal torrente Masna ed è prossimo alle frazioni Riva di Gittana, Cestaglia e Regolo.
La frazione di Gittana dista 1 chilometro dal medesimo comune di Perledo.